# Бжузе (Куявсько-Поморське воєводство)
Бжузе (пол. Brzuze) — село в Польщі, у гміні Бжузе Рипінського повіту Куявсько-Поморського воєводства.
Населення — 370 осіб (2011).
У 1975-1998 роках село належало до Влоцлавського воєводства.

## Демографія
Демографічна структура станом на 31 березня 2011 року:
|          | Загалом | Допрацездатний вік | Працездатний вік | Постпрацездатний вік |
| -------- | ------- | ------------------ | ---------------- | -------------------- |
| Чоловіки | 190     | 36                 | 130              | 24                   |
| Жінки    | 180     | 32                 | 103              | 45                   |
| Разом    | 370     | 68                 | 233              | 69                   |